# Le Chien des Baskerville (téléfilm, 2000)
Pour les articles homonymes, voir Le Chien des Baskerville (homonymie).
Pour plus de détails, voir Fiche technique et Distribution.
Le Chien des Baskerville ou Sherlock Holmes : Le Chien des Baskerville (The Hound of the Baskervilles) au Canada est un téléfilm canadien de Rodney Gibbons, diffusé aux États-Unis le 21 octobre 2000 sur Odyssey Network.

## Synopsis
Sherlock Holmes et le docteur Watson enquêtent sur les menaces qui pèsent sur l'héritier des Baskerville…

## Fiche technique
- Titre original : The Hound of the Baskervilles
- Titre français : Le Chien des Baskerville
- Réalisation : Rodney Gibbons
- Scénario : Joe Wiesenfeld, d'après le roman "Le Chien des Baskerville" d'Arthur Conan Doyle
- Décors : Jean-Baptiste Tard
- Costumes : Renée April
- Photographie : Eric Cayla
- Son : Glenn Tussman
- Montage : Vidal Béïque
- Musique : Marc Ouellette
- Production : Irene Litinsky
- Production associée : Pedro Gandol
- Production exécutive : Steven Hewitt, Michael Prupas
- Société de production : Muse Entertainment, Canadian Television, Hallmark Entertainment
- Société de distribution :  Canada Canadian Television ;  France Elephant Films
- Pays d’origine :  Canada
- Langue originale : anglais
- Format : couleur — 35 mm — 1,33:1 — son Dolby
- Genre : Film policier
- Durée : 90 minutes
- Dates de sortie : 
  -  États-Unis : 21 octobre 2000
  -  Canada : 28 octobre 2000
  -  France : octobre 2003

## Distribution
- Matt Frewer : Sherlock Holmes (V.F: Hervé Jolly)
- Kenneth Welsh : Docteur Watson
- Jason London : Sir Henry Baskerville (V.F: Fabrice Josso)
- Gordon Masten : Docteur Mortimer (V.F: Jean-Claude Sachot)
- Robin Wilcock : Jack Stapleton (V.F: Pierre Tessier)
- Emma Campbell : Beryl Stapleton
- Arthur Holden : Barrymore
- John Dunn-Hill : Frankland
- Leni Parker : Mrs Barrymore